# Javier Llabrés
Javier Llabrés Expósito (Inca, 11 settembre 2002) è un calciatore spagnolo, attaccante dell'Eldense in prestito dal Maiorca.

## Carriera
Cresciuto nel settore giovanile del Maiorca, ha esordito in prima squadra il 1º dicembre 2021, disputando l'incontro della Coppa del Re vinto per 0-2 contro il Gimnástica Segoviana. Un mese dopo ha anche esordito in Primera División, giocando l'incontro perso per 0-1 contro il Barcellona.

## Statistiche

### Presenze e reti nei club
Statistiche aggiornate al 12 maggio 2022.
| Stagione        | Squadra         | Campionato      | Campionato | Campionato | Coppe nazionali | Coppe nazionali | Coppe nazionali | Coppe continentali | Coppe continentali | Coppe continentali | Altre coppe | Altre coppe | Altre coppe | Totale | Totale |
| Stagione        | Squadra         | Comp            | Pres       | Reti       | Comp            | Pres            | Reti            | Comp               | Pres               | Reti               | Comp        | Pres        | Reti        | Pres   | Reti   |
| --------------- | --------------- | --------------- | ---------- | ---------- | --------------- | --------------- | --------------- | ------------------ | ------------------ | ------------------ | ----------- | ----------- | ----------- | ------ | ------ |
| 2020-2021       | Maiorca B       | TD              | 22         | 5          |                 | -               | -               |                    | -                  | -                  |             | -           | -           | 22     | 5      |
| 2021-2022       | Maiorca B       | TDR             | 15         | 4          |                 | -               | -               |                    | -                  | -                  |             | -           | -           | 15     | 4      |
| 2021-2022       | Maiorca         | PD              | 5          | 0          | CR              | 3               | 1               |                    | -                  | -                  |             | -           | -           | 8      | 1      |
| Totale carriera | Totale carriera | Totale carriera | 42         | 9          |                 | 3               | 1               |                    | -                  | -                  |             | -           | -           | 45     | 10     |